# Jean-Antoine Petipa
Pour les articles homonymes, voir Petipa.
Œuvres principales
La Naissance de Vénus et de l'Amour
Psyché et l'Amour
Jocko ou le Singe du Brésil
Les Petites Danaïdes

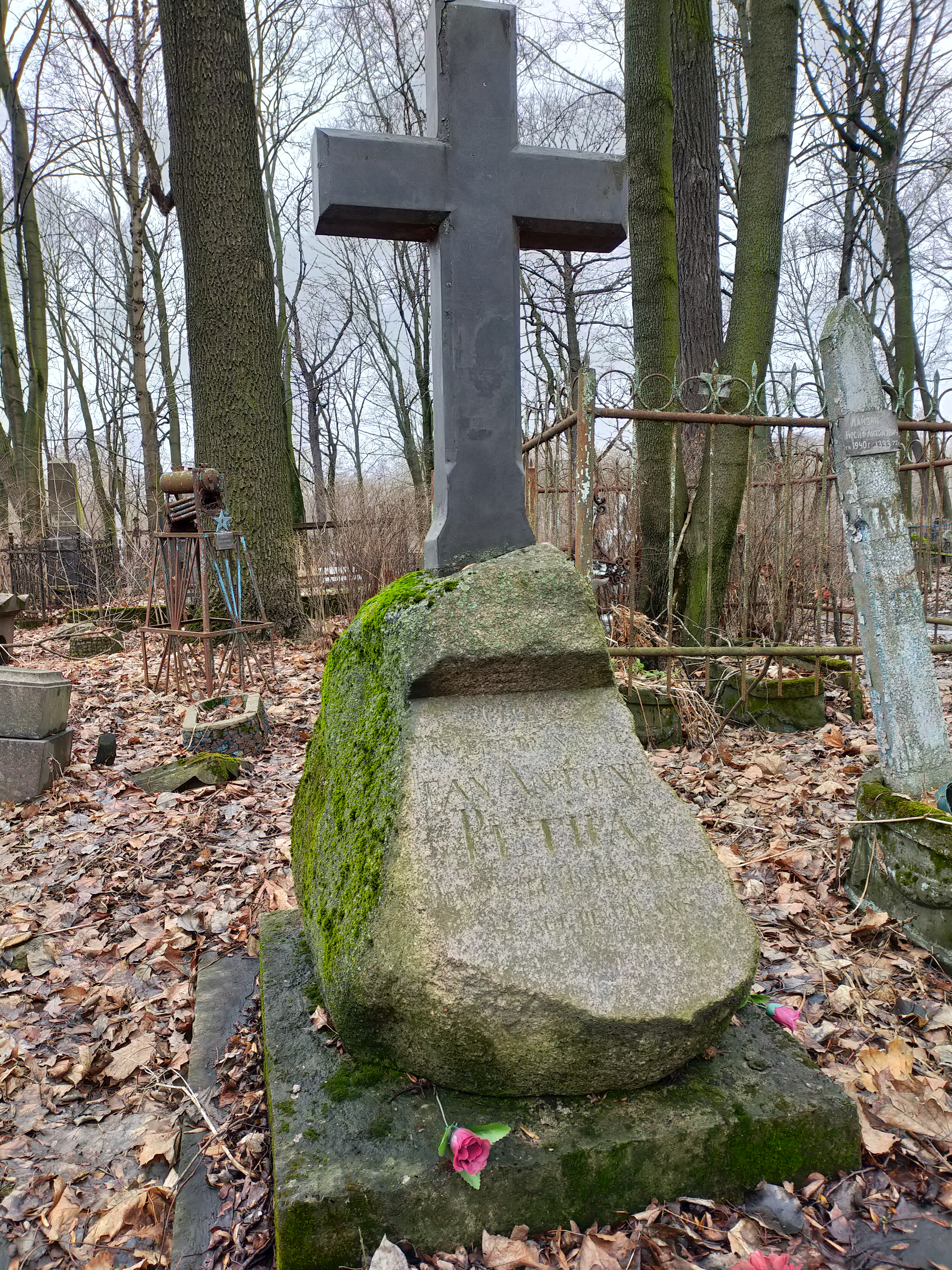
Tombe de Jean-Antoine Petipa, cimetière luthérien de Volkovo à Saint-Pétersbourg

Jean-Antoine Petipa, fils de Jean-François Petipa et de Marie-Anne Pussenot, est un danseur français né à Paris le 16 février 1787 et mort à Saint-Pétersbourg le 28 juillet 1855. En 1795, il figure à l'âge de huit ans dans la reprise de Psyché, ballet de Pierre Gardel créé à l'Opéra de Paris cinq ans plus tôt. Ses débuts ne sont connus que par le programme de ce ballet, ainsi que par une pétition que son père adresse en 1799 au ministre de l'Intérieur, en vue d'obtenir un congé d'un an pour ses enfants, élèves à l'école de danse de l'Opéra.
Peu de temps après, le jeune Petipa est enrôlé dans la troupe de Filippo Taglioni qui sillonne l'Europe dès 1807, lors de la fermeture de plusieurs théâtres parisiens décidée par décret impérial ; la troupe s'établit à Cassel de 1810 à 1812. Lorsque la France envahit la Prusse à l'aube de la campagne de Russie, les danseurs quittent cette ville à la recherche d'autres engagements et ils séjournent notamment à Vienne et à Naples. Petipa est ensuite engagé comme maître de ballet à Lyon pour la saison 1813-1814. Il est ensuite l'hôte du prince royal de Suède Bernadotte, avec la troupe qu'il a formée, puis il dirige quelque temps le ballet du Théâtre-Français de Hambourg. En janvier 1814, Petipa et sa troupe donnent une série de représentations à Bruxelles, avant de rejoindre Paris pour la réouverture du théâtre de la Porte-Saint-Martin. Premier danseur de la nouvelle troupe, Antoine Petipa commence à composer des ballets, comme Les Six ingénus (musique d'Alexandre Piccinni) et Le Berger de la Sierra Morena (1815).
Engagé comme maître de ballet au théâtre de Marseille, Petipa donnera naissance dans cette ville à son fils aîné, Lucien, en 1815, et à Marius en 1818,. En 1819, Petipa est rappelé à Bruxelles comme maître de ballet du théâtre de la Monnaie. Il y reste jusqu'en 1831.
Appelé à Lyon, Marseille et Bordeaux, Petipa revient à Bruxelles de 1833 à 1835, puis retourne à Bordeaux, où Lucien devient premier danseur. La famille s'embarque ensuite pour l'Amérique en 1839, où elle connaît une tournée triomphale. De retour à Bruxelles entre 1841 et 1843, Petipa y monte encore de nouveaux ballets. En 1847, Petipa et son fils Marius s'installent à Saint-Pétersbourg, où le père deviendra professeur à l'École impériale de Danse tandis que son fils entamera la brillante carrière qui fera sa renommée internationale.
Parmi ses élèves russes figurent Lev Ivanov, Pavel Gerdt, Timofei Stoukolkine (en), etc.

## Principaux ballets
- Les Six ingénus, d'après Louis Duport (Bruxelles, 15 septembre 1814)
- Le Berger de la Sierra Morena, ou les Ruses d'amour (Paris, 16 février 1815)
- La Naissance de Vénus et de l'Amour, d'après Jean-Baptiste Blache (Marseille 1817)
- La Kermesse (Bruxelles, 1er septembre 1819)
- Clari, d'après Louis Milon (Bruxelles, 23 décembre 1821)
- Monsieur Deschalumeaux (Bruxelles, 24 février 1822)
- Psyché et l'Amour, d'après Pierre Gardel (Bruxelles, 19 janvier 1823)
- Les Amours de Vénus ou le Siège de Cythère, d'après Coindé (Bruxelles, 23 février 1824)
- Jenny ou le Mariage secret (Bruxelles, 23 janvier 1825)
- Frisac ou la Double noce (Bruxelles, 13 février 1825)
- Le Cinq juillet, ou l'Heureuse journée (Bruxelles, 9 juillet 1825)
- Monsieur de Pourceaugnac (Bruxelles, 5 février 1826)
- Jocko ou le Singe du Brésil (Bruxelles, 14 décembre 1826)
- Gulliver, d'après Jean Coralli (Bruxelles, 22 février 1827)
- Les Petites Danaïdes, ou Quatre-vingt-dix-neuf victimes (Bruxelles, 18 février 1828)
- Les Enchantements de Polichinelle, ou le Talisman (Bruxelles, 8 mars 1829)
- La Tarentule, d'après Jean Coralli (Bruxelles, 17 septembre 1841)
- Farfarella, o La hija del infierno (Madrid, 3 mars 1846)
- Alba Flor, la pesarosa (Madrid, 4 mars 1847)
- Satanilla, ou l'Amour et l'enfer (en russe Сатанилла, или Любовь и ад), d'après Joseph Mazilier (avec Marius Petipa, Saint-Pétersbourg, 1848)